# Hamptonburgh (New York)
Hamptonburgh est une ville du comté d'Orange, dans l'État de New York, aux États-Unis,. En 2010, elle comptait une population de 5 561 habitants.

## Démographie
Lors du recensement de 2010, la ville comptait une population de 5 561 habitants, tandis qu'elle est estimée en 2016 à 5 490 habitants.